# Marisol Crousillat
María Soledad de los Milagros Crousillat Carreño, conocida como Marisol Crousillat, (Lima, 11 de enero de 1963) es una productora de televisión peruana.

## Biografía
Hija del productor de televisión, condenado por corrupción,  José Enrique Crousillat López-Torres y de María Luisa Carreño Nieto. Prima de Sol Carreño.
Estudió Ingeniería Civil en la Universidad Católica Argentina.
Fue gerente de producción de América Televisión de 1994 a 2001. En marzo de 2001 asumió la presidencia del directorio de América Televisión.
En 2007 trabajó en el programa de música La movida de Janet Barboza. Fue acreditada interinamente como la Reina Madre.
En 2008 fue productora de la Teletón, que logró recaudar fondos para el Hogar Clínica San Juan de Dios. Debido a esta labor, fue distinguida por el presidente Alan García con la Orden al Mérito por Servicios Distinguidos en el Grado de Comendador.
En julio de 2009 fue nombrada asesora y productora general (gerente de televisión) de TV Perú, cargo en el que permaneció hasta 2010.
Entre 2011 y 2015 produjo el reality Combate. Aunque fue pionera en el programa de telerrealidad de tipo competencias en el país, su apodo de Reina Madre se popularizó, y que sería recordada posteriormente en Esto es guerra. En 2018 entró como concursante central en el especial El origen del origen.

## Vida personal
En 1994 se casó con el empresario Ricardo Artadi Urteaga, con quien tiene dos hijos: Ricardo José Artadi Crousillat (jinete peruano) y Sol María Artadi Crousillat. En 2018 se divorció de él.[cita requerida]

## Productora
- Abrazo de gol (2022)[13]
- El origen del origen (2018)
- Reto de campeones (2016)
- Combate (2011-2015)[9]
- Dame que te doy (2011)
- Teletón 2008 (2008)
- La movida (2007)[14]
- Ferrando, de pura sangre (2005)
- Estos chikos de ahora (2003)[9]
- Micaela (1992)
- Soy Gina (1991)
- Manuela (1991)
- Estrellita mia (1987)